# Patrick Bourdon-Giquet
Patrick Bourdon-Giquet, né en 1954, est un artiste peintre français.

## Biographie
Patrick Bourdon-Giquet est diplômé de l'École des Beaux-Arts de Paris. Il se spécialise dans la peinture au pastel.
Formation d'ébéniste.
Études d'Arts plastiques aux cours du soir de la Ville de Paris ( Montparnasse) de 1977 à 1982 et à l'Université Paris VIII en 1981 -1982.

## Expositions personnelles
- Galerie Concha de Nazelle, Toulouse, en  2016.
- Galerie Naclil, Lille[2], en 2013.
- Galerie Duchoze, Rouen, en 2012. Galerie Chaon, Granville, en 2012.
- Galerie L'Arcothèque, Granville en 2007.
- Galerie Alain Blondel, Paris, en 1986, 1987, 1989, 1990, 1992, 1994 et 1998.
- Galerie Magidson Fine Art, New York, en 1998.
- Art Chicago 98, galerie Barry Friedman Ltd, Chicago, en 1998.
- Galerie Élysée Montaigne-Kamel Mennour, Paris, en 1996.
- Institut Français/Cibe Art Gallery, La Haye, en 1995.

## Principales expositions collectives
- Galerie Alain Blondel, Paris en 2007, 2009, 2011.
- Galerie Tempera, Bruxelles, en 2002, 2003 et 2004.
- Fondation COPRIM, Paris, en 2000.
- F.I.A.C (Galerie Alain Blondel ) en 1985, 1986,1989,1991,1995.
- Die Kraft der Bilder, Martin-Gropius Bau, Berlin, en 1996.
- Manif 5 édition, Séoul Art Center, Séoul, en 1999.
- " The power of realism ", Contemporary Art Gallery, Miami, en 1989.